# В'язники
В'язники́ (рос. Вя́зники) — місто в Російській Федерації, адміністративний центр В'язниківського району Владимирської області.
Населення міста становить 41 537 осіб (2008; 40 398 в 2002, 5 164 в 1897).

## Географія
Місто розташоване на правому березі річки Клязьма, лівої притоки річки Ока басейну Волги.

## Історія
Місто розташоване на місці древнього поселення Ярополч-Заліський. Вперше село В'язники згадується в 1608 році. З 1622 року сюди подорожують прочани до чудотворної ікони Казанської Богоматері. В 1778 році указом Катерини II поселення отримує статус повітового міста Владимирської губернії. З XVIII століття — центр вирощування льону та виробництва лляних тканин та канатів. Розвивались також іконопис, різьба по дереву, садівництво та городництво (в'язниковські сорти вишні та огірків).
В 1897 році в місті було 8 церков, жіноча прогімназія, міське училище, церковна школа, міська лікарня та лікарня при фабриці Сенькова; працювали ткацькі фабрики В. О. Демідова, В. В. Єлізарова та С. І. Сенькова, паперова фабрика Демідових, винокурня братів Голубевих. У 2005 році до складу міста було включене селище міського типу Новов'язники.

## Населення
| 1784    | 1856    | 1859    | 1870    | 1891    | 1897    | 1913    |
| ------- | ------- | ------- | ------- | ------- | ------- | ------- |
| 1925    | ▲5300   | ▼4944   | ▼4411   | ▲5164   | ▲8862   | ▲10 900 |
| 1920    | 1923    | 1926    | 1931    | 1939    | 1959    | 1967    |
| ▼9423   | ▲12 344 | ▲17 070 | ▲24 100 | ▲33 502 | ▲39 392 | ▲42 000 |
| 1970    | 1979    | 1989    | 1992    | 1998    | 2000    | 2001    |
| ▲42 714 | ▲45 916 | ▼45 438 | ▼45 400 | ▼43 400 | ▼42 200 | ▼41 400 |
| 2002    | 2003    | 2005    | 2006    | 2008    | 2009    | 2010    |
| ▼40 398 | ▲40 400 | ▲43 800 | ▼42 900 | ▼41 500 | ▼40 916 | ▲41 248 |
| 2011    | 2012    | 2013    | 2014    | 2015    | 2016    | 2017    |
| ▼41 040 | ▼40 277 | ▼39 401 | ▼38 661 | ▼37 866 | ▼37 197 | ▼36 635 |
| 2018    |         |         |         |         |         |         |
| ▼35 865 |         |         |         |         |         |         |

## Культура і освіта
У місті відкриті механіко-технологічний технікум, філіал Владимирського інституту економіки й права, працюють стадіони «Текстильщик» та «Труд», фізкультурно-оздоровчий центр «Олімп», відкритий парк «Спутник».

## Економіка
В місті працюють заводи «Освар» (автозапчастини), радіоелектронної техніки, мінеральної води, фабрики швейна, 2 ткацькі, льонокомбінат та хлібокомбінат.

## Транспорт
Через місто проходить автомагістраль М7 «Волга», залізниця Транссибірська магістраль. На східній околиці розташоване летовище. Поблизу проходять газопровід Уренгой-Центр та продуктопровід Нижній Новгород-Рязань. На річці Клязьма збудований річковий порт.

## Видатні місця

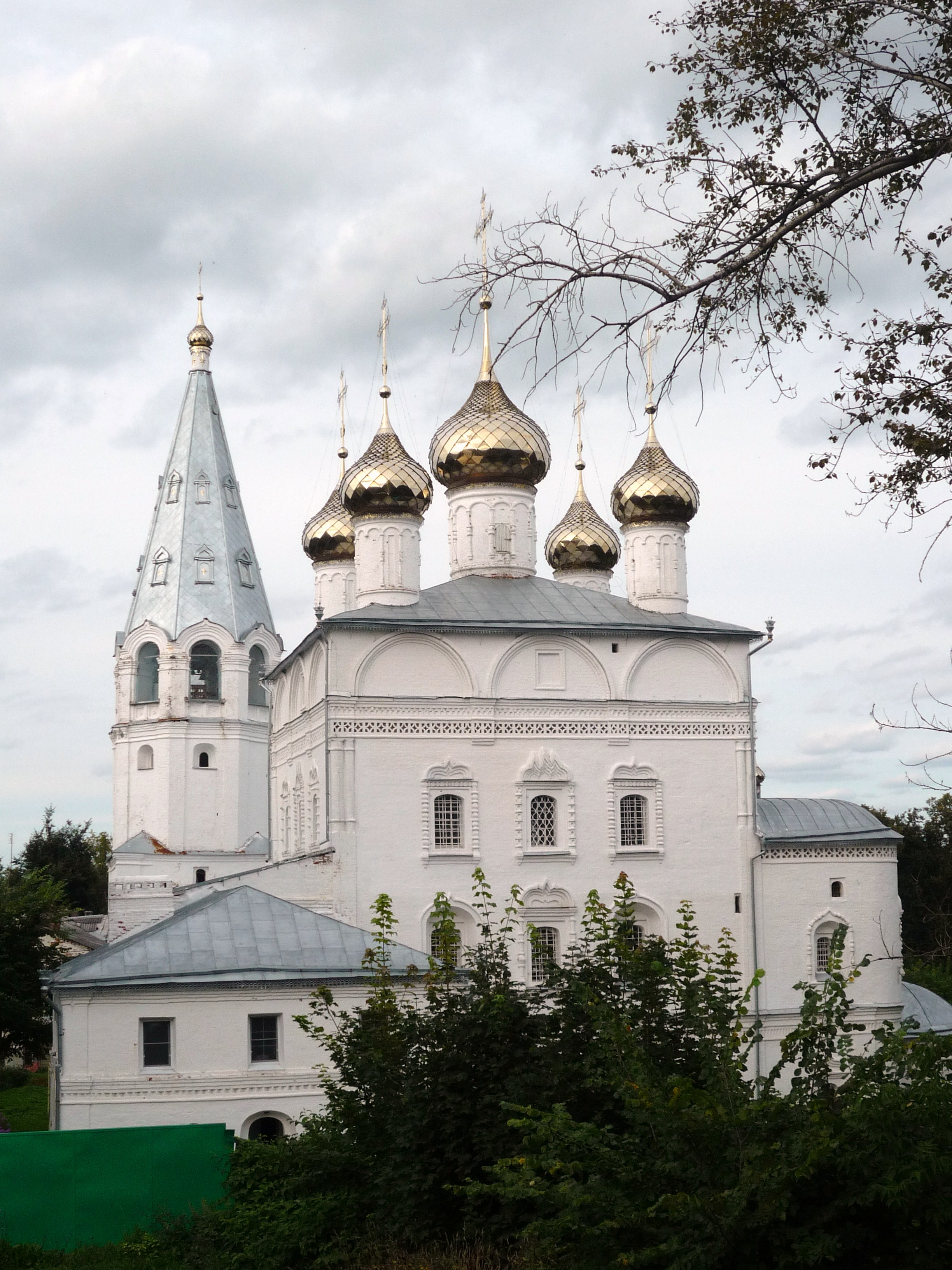
Собор Благовіщенського монастиря, 1680-і рр.

- Собор Казанської Богородиці (1670) — знищений більшовиками.
- Благовіщенський чоловічий монастир (1643). Монастирський собор зведений в 1680-і рр.
- Хрестовоздвиженська церква (XVIII ст.)
- Садиба фабриканта С. І. Сенькова

## Люди
- Комаров Сергій Петрович (1891—1957) — радянський актор театру і кіно, режисер, сценарист, педагог
- Кубасов Валерій Миколайович (1935—2014) — радянський льотчик-космонавт.
- Морозов Юрій Васильович (1933—1992) — український скульптор, художник і педагог.
- Фатьянов Олексій Іванович (1919—1959) — радянський поет.